# Zuidpene
Zuidpene (Frans-Vlaams: Zuudpeene; officieel: Zuytpeene) is een gemeente in de Franse Westhoek, in het Franse Noorderdepartement (Frans: département du Nord). De gemeente telde 542 inwoners op 1 januari 2022.

## Geografie
De oppervlakte van Zuidpene bedroeg op 1 januari 2022 11,8 vierkante kilometer; de bevolkingsdichtheid was toen 45,9 inwoners per km².

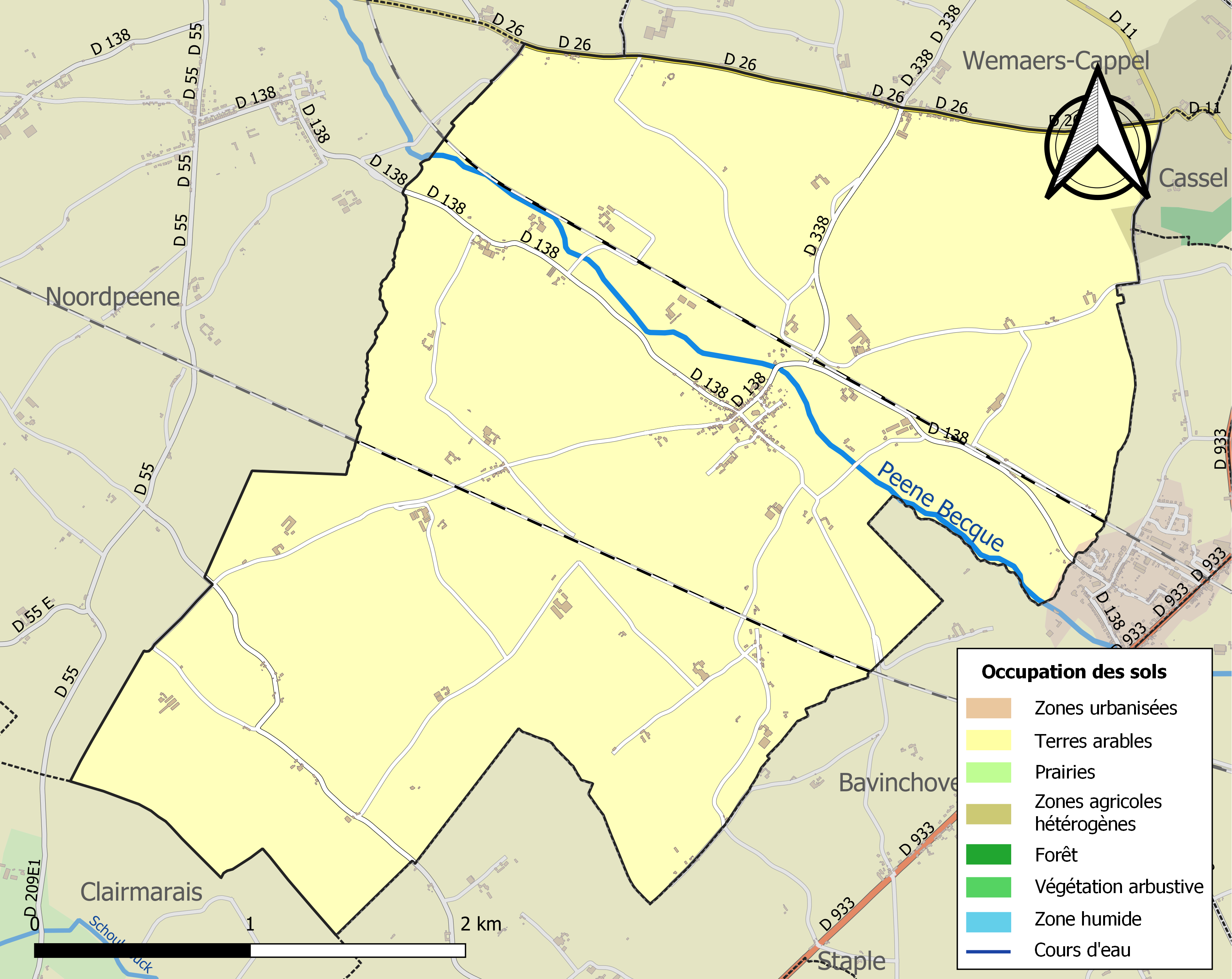
Kaart van de gemeente met de belangrijkste infrastructuur, bodemgebruik en omliggende gemeenten

## Geschiedenis
Zuidpene werd voor het eerst vermeld in 1174, als Zuutpeene. De naam verwijst naar de Pene: Zuidpene ligt ten zuiden van deze beek.
Oorspronkelijk waren Noord- en Zuidpene een enkele heerlijkheid, Peene genaamd, maar in 1306 werd deze, door twee broers van de heer Gilbert van Sint-Omaars, gesplitst in een noordelijk en een zuidelijk deel.

## Bezienswaardigheden
- De Sint-Vaastkerk (Église Saint-Vaast)
- Op het Kerkhof van Zuidpene liggen acht Britse oorlogsgraven uit de Tweede Wereldoorlog.
- Het Monument van de Slag aan de Pene op de grens met Noordpene

## Natuur en landschap
Zuidpene ligt in het Houtland op een hoogte van 18-62 meter. De kom van het dorp ligt op 27 meter hoogte. De Pene stroomt door het grondgebied van Zuidpene.

## Demografie
Onderstaande figuur toont het verloop van het inwonertal (bron: INSEE-tellingen).

## Trivia
Op de alfabetische lijst van Franse gemeenten staat Zuytpeene op de laatste plaats.

## Nabijgelegen kernen
Noordpene, Bavinkhove, Wemaarskappel
Arneke · Bambeke · Bavinkhove · Bissezele · Bollezele · Broksele · Buisscheure · Ekelsbeke · Eringem · Hardefoort · Herzele · Holke · Hondschote · Hooimille · Houtkerke · Killem · Krochte · Kwaadieper · Lederzele · Ledringem · Merkegem · Millam · Nieuwerleet · Noordpene · Ochtezele · Oostkappel · Oudezele · Rekspoede · Rubroek · Sint-Momelijn · Soks · Steenvoorde · Terdegem · Volkerinkhove · Warrem · Waten · Wemaarskappel · Westkappel · Wilder · Winnezele · Wormhout · Wulverdinge · Zegerskappel · Zermezele · Zuidpene
Armboutskappel · Arneke · Bambeke · Bavinkhove · Belle · Berten · Bieren · Bissezele · Blaringem · Boeschepe · Boezegem · Bollezele · Borre · Bray-Dunes · Broekburg · Broekkerke · Broksele · Buisscheure · Drinkam · Duinkerke · Ebblingem · Eke · Ekelsbeke · Eringem · Gijvelde · Godewaarsvelde · La Gorgue · Grand-Fort-Philippe · Grevelingen · Groot-Sinten · Hardefoort · Haverskerke · Hazebroek · Herzele · Holke · Hondegem · Hondschote · Hooimille · Houtkerke · Kaaster · Kapelle · Kapellebroek · Kassel · Killem · Kraaiwijk · Krochte · Kwaadieper · Lederzele · Ledringem · Leffrinkhoeke · Linde · Loberge · Loon · Meregem · Merkegem · Merris · Meteren · Millam · Moerbeke · Niepkerke · Nieuw-Berkijn · Nieuw-Koudekerke · Nieuwerleet · Noordpene · Ochtezele · Okselare · Oostkappel · Oud-Berkijn · Oudezele · Pitgam · Pradeels · Rekspoede · Rubroek · Ruisscheure · Sint-Janskappel · Sint-Joris · Sint-Mariakappel · Sint-Momelijn · Sint-Pietersbroek · Sint-Silvesterkappel · Sint-Winoksbergen · Soks · Spijker · Stapel · Steenbeke · Steenvoorde · Steenwerk · Stegers · Stene · Strazele · Terdegem · Téteghem-Coudekerque-Village · Tienen · Uksem · Vleteren · Volkerinkhove · Waalskappel · Warrem · Waten · Wemaarskappel · Westkappel · Wilder · Winnezele · Wormhout · Wulverdinge · Zegerskappel · Zerkel · Zermezele · Zoeterstee · Zuidkote · Zuidpene